# Воротынь (агрогородок)
Вороты́нь (бел. Варатынь) — агрогородок в составе Воротынского сельсовета Бобруйского района Могилёвской области Республики Беларусь.

Административный центр Воротынского сельсовета. 

## География
Находится в 2,5 км от остановочного пункта Омельня на железнодорожной линии Бобруйск-Жлобин, на реке Ола (бассейн реки Березина).

## История
Впервые в письменных источниках упоминается в 1560 году, как село государственной собственности. Вспоминается и в инвентарных актах 1639 года, так же как государственное село Воротынь в составе Бобруйского староства Речицкого повета Минского воеводства Великого княжества Литовского, 5 дворов. На 1790 год 29 дворов и корчма. Население занималось преимущественно земледелием и животноводством, а также промыслами — ткацким, сапожническим, портновским, сбором ягод и грибов, лечебных трав, мелкой торговлей.
В 1844 году село в составе имения Воротынь, собственность помещика А. П. Шпаковского, 23 хозяйства, свыше 200 жителей. В 1887 году открыта школа церковной грамоты. Согласно переписи 1887 года — село Турковской волости Бобруйского повета, 105 дворов, 756 жителей, работали мельница, крупарня, хлебозапасный магазин, постоялый двор.
На начало XX века — деревня, 103 двора, 920 жителей. В 1917 году также деревня, 152 двора, 1006 жителей. В 1925 году работало 3 мельницы, 2 кузницы, крупарушка.
В 1920 году был образован Воротынский сельсовет, в который входили деревни Воротынь, Авсимовичи, Коврин, Жарабцы. В 1922 году открыта изба-читальня. В 1925 году принято решение: расселять деревню Воротынь на хутора и поселки, так как полоски (земельные наделы), находились далеко от дома в разных местах. Четверть населения осталась в деревне, а остальные переселялись на новые места. Жители получили наделы возле домов. Всего образовалось восемь поселков (Белятин, Поросля, Подлядье, Вилы, Пасека, Старый Двор, Труд, Лесище). В каждом было по 18-20 домов.
В 1926 году 15 семей, проживающие в поселке Белятин, создали артель «Пчелка». На основе этой артели в 1930 году создан колхоз им. Горького. В 1931 году создан колхоз «Красная Воротынь», в него вошло 40 сельских хозяйств. В 1939 году колхозы стали объединяться, объединение продолжалось и после войны. В 1950 году колхозы «Путь Ленина» поселка Вилы и Данилов Мост, колхоз им. 1 Мая деревни Коврин и колхозом им. Кирова деревни Воротынь объединились в один, который стал называться им. А. С. Пушкина. Первый председатель — Парахневич Сидор Евдокимович. Затем колхоз им. Пушкина переименован в СПК им. Пушкина, с 2005 года — районное унитарное предприятие БЗТДиА филиал «Воротынь».
Во время Великой Отечественной войны в деревне Воротынь действовала подпольная группа, руководил которой В. М. Прокопчик.
Сегодня деревня Воротынь совсем не похожа на ту, которой была раньше. Асфальтированные улицы, тротуары, небольшие парки шумят листвой, красивые дома и коттеджи так и манят заглянуть во двор. В деревне расположены здания Воротынского сельского Совета и правления РУП БЗТДиА филиал «Воротынь», фермы крупного рогатого скота, мастерские по ремонту сельскохозяйственной техники, гаражи, другие хозяйственные постройки. Действуют средняя школа, детский ясли-сад, отделения связи и Беларусбанка, Дом культуры, врачебная амбулатория врача общей практики, библиотека, магазины, комплексный пункт бытового обслуживания населения.
В Доме культуры действует Воротынский народный хор. В 2018 году хор отпраздновал свой 80-летний юбилей.

## Население
- 1999 год — 625 человек
- 2009 год — 521 человек[3]
- 2023 год — 836 человек

## Достопримечательность
- Братская могила —  Историко-культурная ценность Республики Беларусь, шифр 513Д000086.

### Памятник, скульптура
- Скульптурная композиция в честь 25-летия Победы над немецко-фашистскими захватчиками[4].